# Рогощі
Ро́гощі — село в Україні, у Новобілоуській сільській громаді Чернігівського району Чернігівської області. Населення становить 86 осіб. До 2020 орган місцевого самоврядування — Довжицька сільська рада.

## Історія
За даними на 1859 рік у козацькому й власницькому селі Чернігівського повіту Чернігівської губернії мешкало 149 осіб (67 чоловічої статі та 82 — жіночої), налічувалось 27 дворових господарств, існувала православна церква.
Станом на 1886 у колишньому державному селі Халявинської волості мешкало 113 осіб налічувалось 21 дворове господарство, існувала православна церква.
12 червня 2020 року, відповідно до розпорядження Кабінету Міністрів України № 730-р від «Про визначення адміністративних центрів та затвердження територій територіальних громад Чернігівської області», село увійшло до складу Новобілоуської сільської громади.
19 липня 2020 року, в результаті адміністративно-територіальної реформи та ліквідації колишнього Чернігівського району, село увійшло до складу новоутвореного Чернігівського району.

## Відомі особи
В Рогощах народився гетьман запорозьких козаків Іван Сулима (? — 1635).

## Галерея

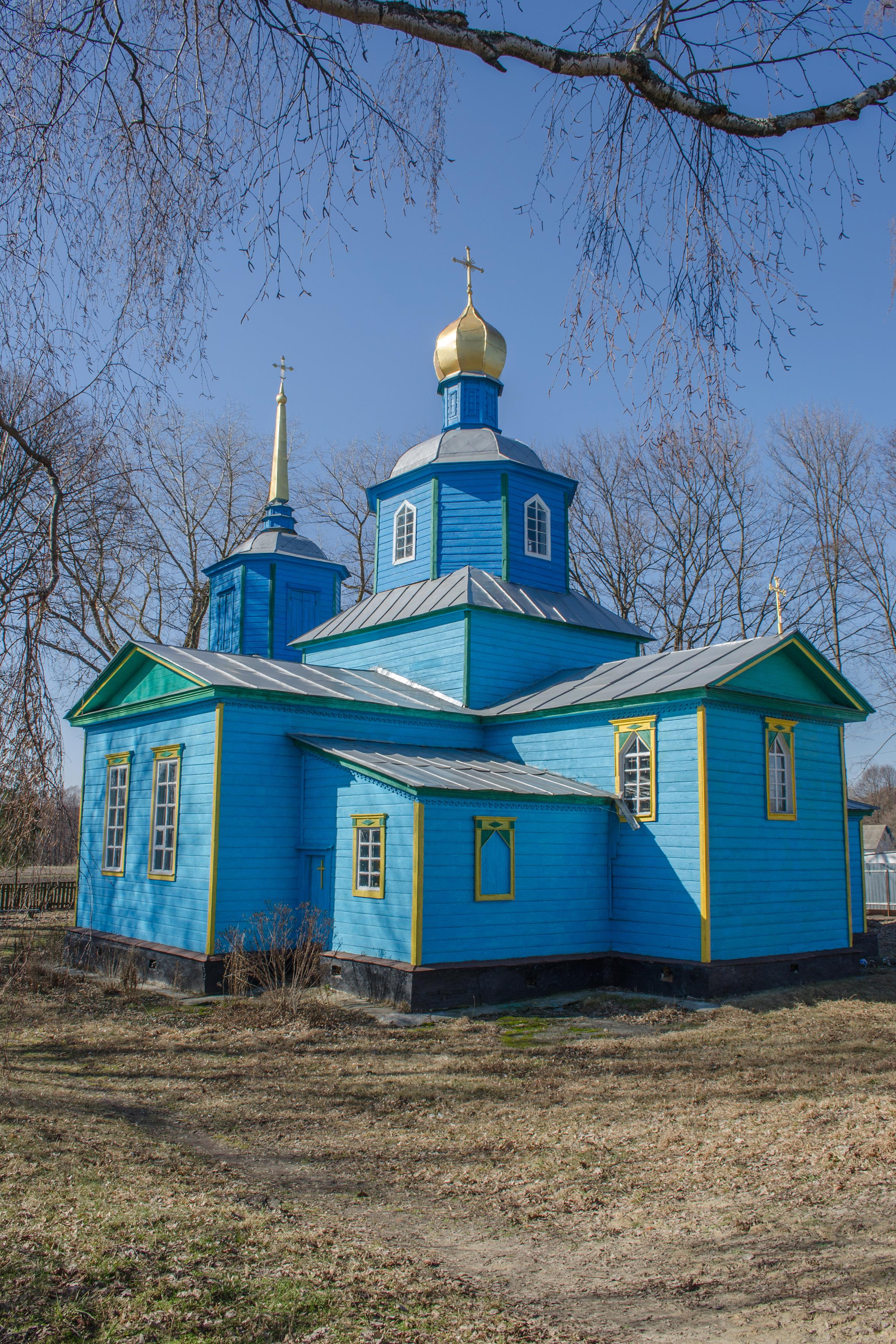
церква
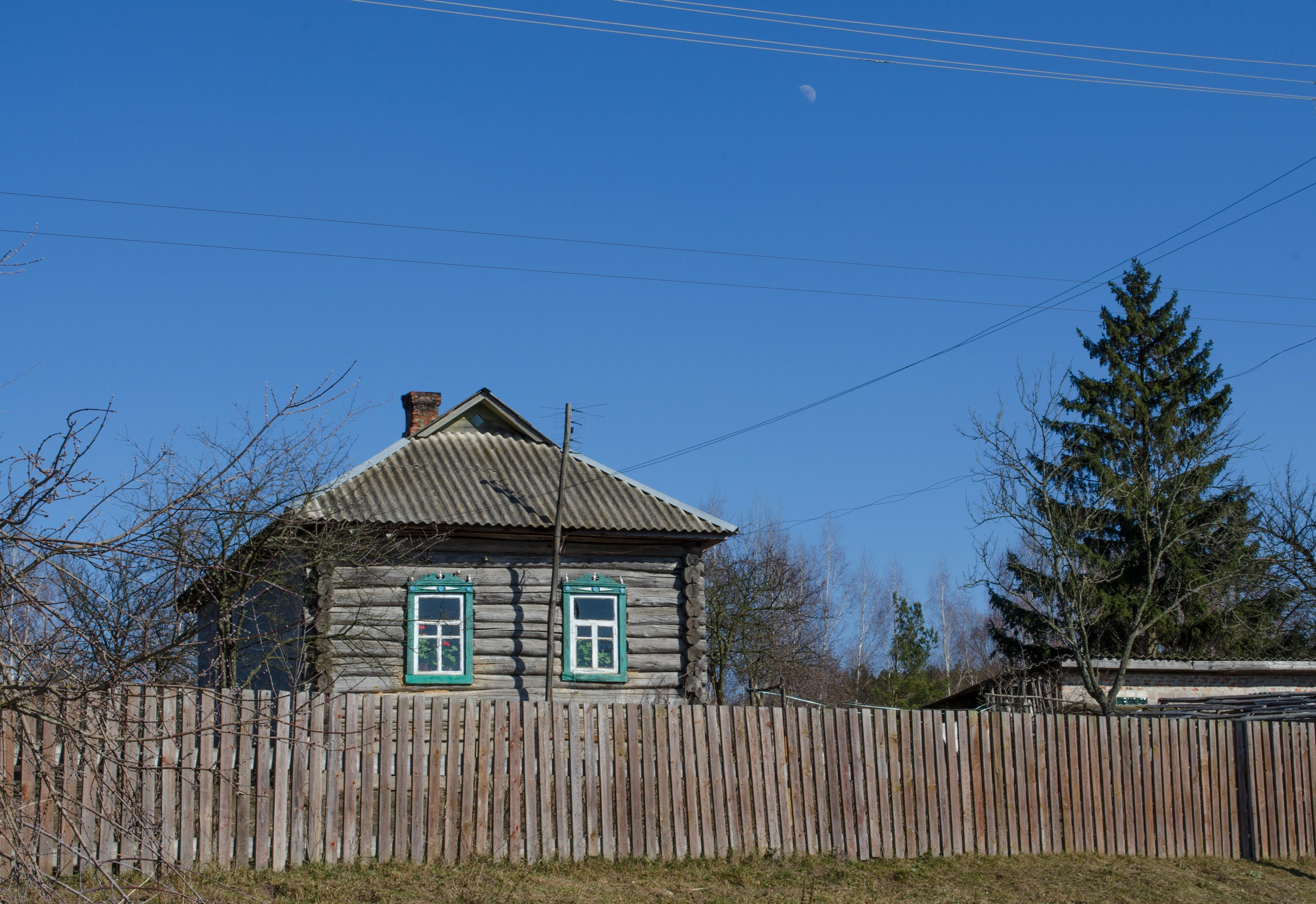
типова дерев'яна хата
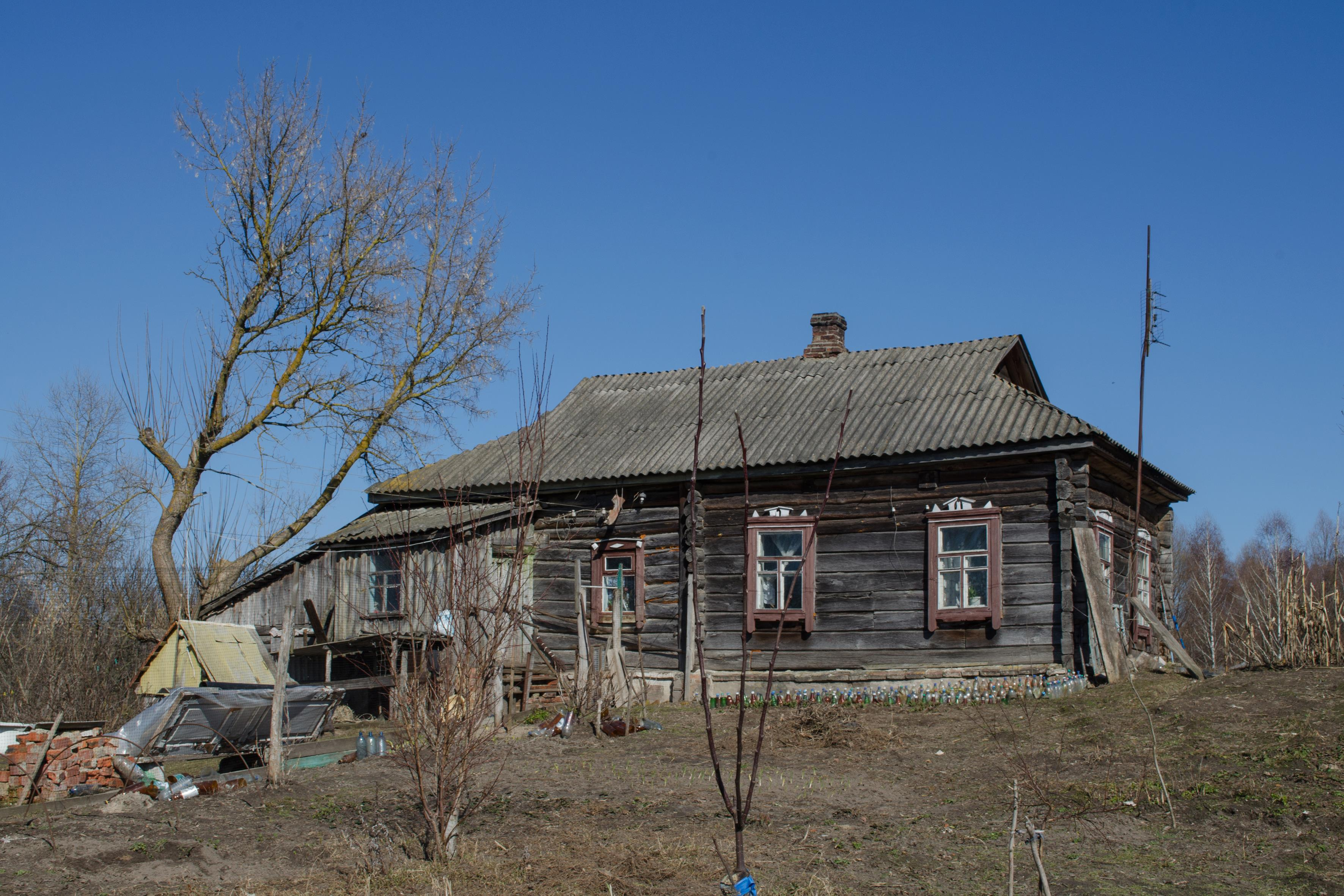
ще одна дерев'яна хата
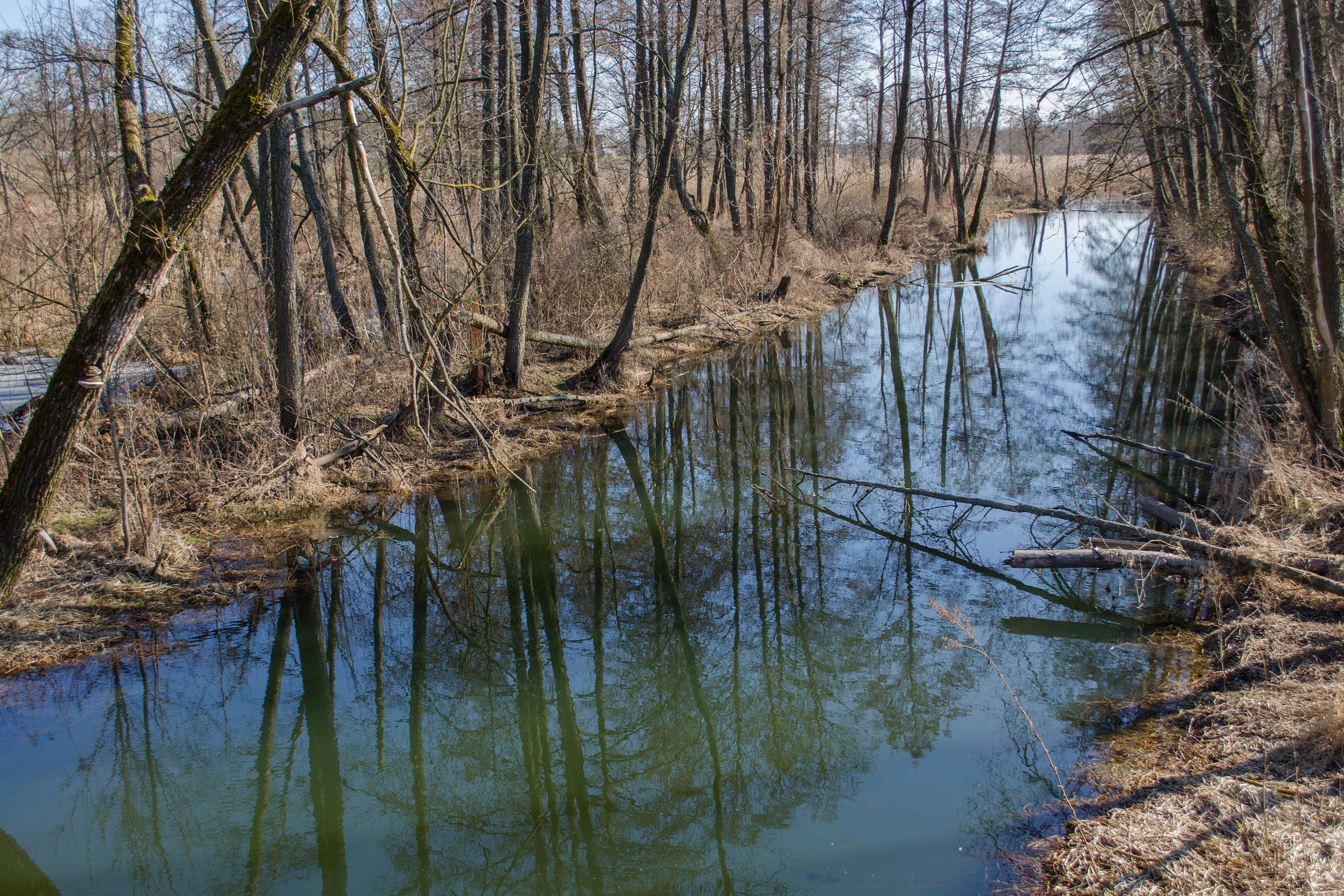
річка Білоус
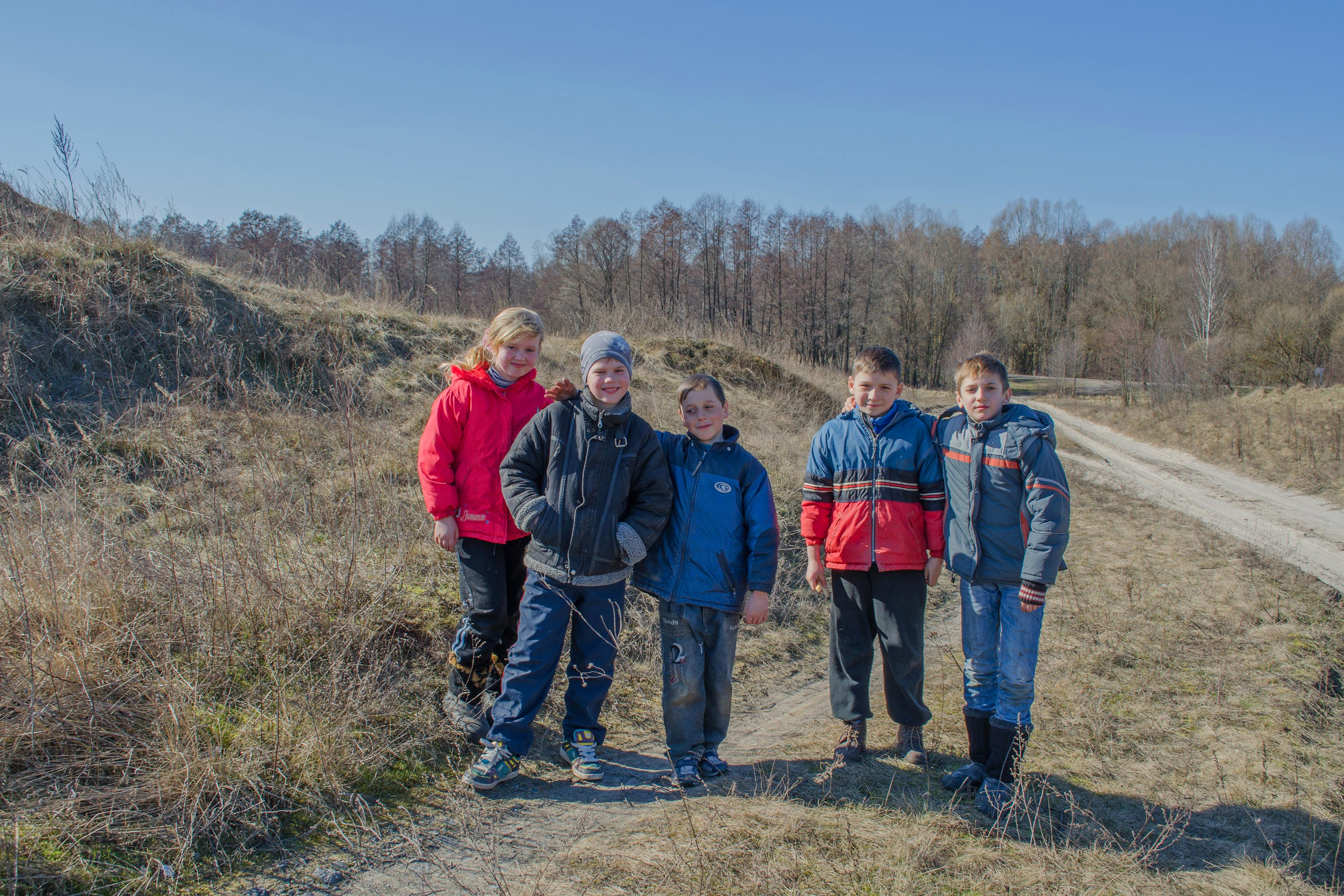
місцева дітвора
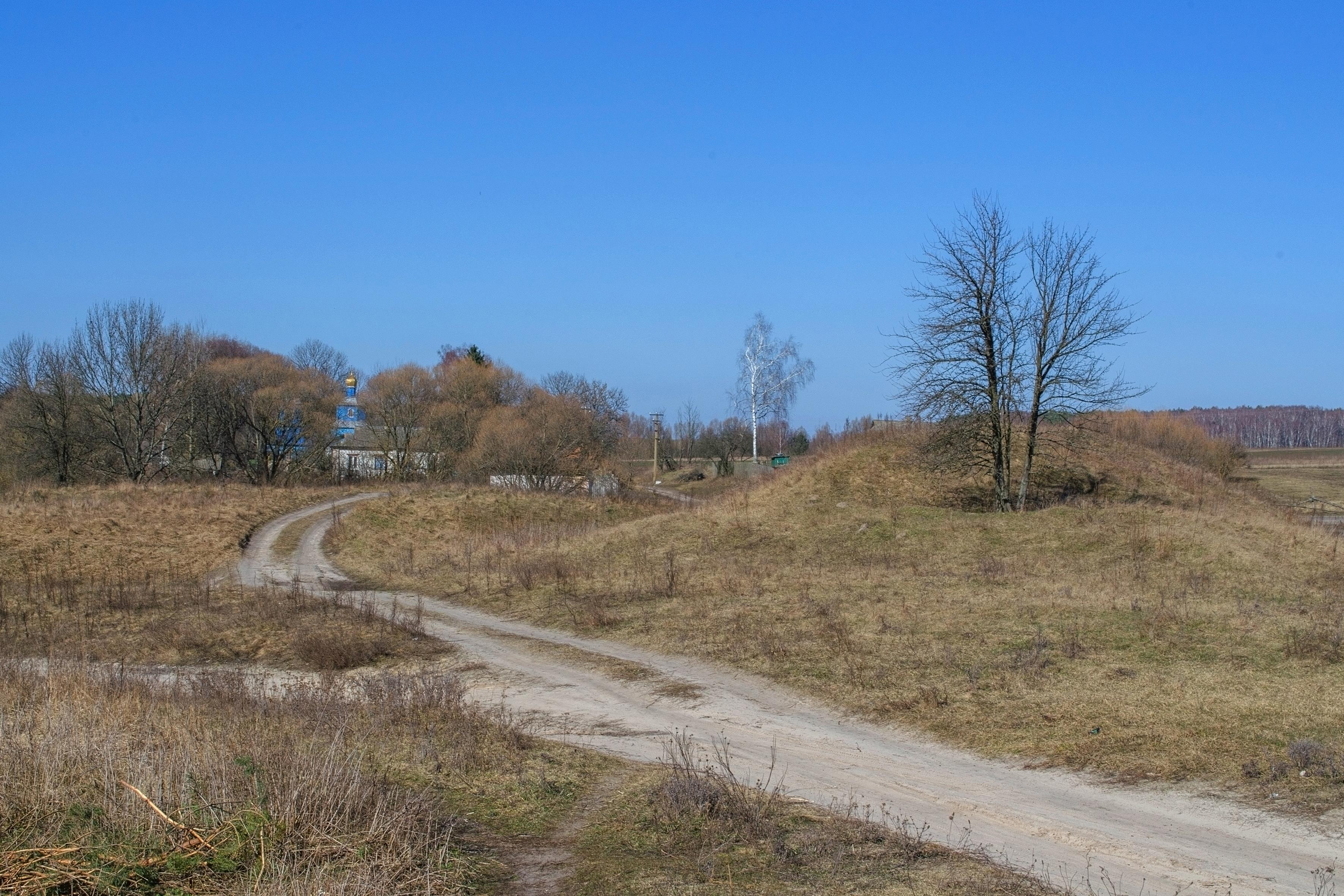
стародавній курган